# 100mm kanón Creusot-Loire
100mm kanón Creusot-Loire je námořní dvojúčelový kanón, vyvinutý a vyráběný francouzským zbrojařským podnikem Creusot-Loire. Kanón má délku hlavně 55 ráží a kadenci 78 ran za minutu. Maximální dostřel je 17 000 m, účinný dostřel 6000 m proti vzdušným cílům a 12 000 m proti hladinovým cílům. Kromě francouzského námořnictva byl kanón dodáván do řady dalších zemí.

## Historie
Po druhé světové válce francouzské námořnictvo zavedlo nový 127mm a 57mm kanón. Oba typy měly původ v zahraničí a byly považovány za dočasné řešení, které nahradí domácí dvouúčelový námořní kanón střední ráže, jehož vývoj byl zahájen roku 1953. Původně plánovaná ráže 105 mm, umožňující využití zásob německé munice, byla brzy změněna na 100 mm. Předpokládalo se, že tato ráže bude dostatečně účinná jak proti pozemním, tak vzdušným cílům. Kanón byl do služby zaveden roku 1959 jako Modèle 1953. Byl vybaven analogickým systémem řízení palby s elektromechanickým počítačem. Roku 1964 následovala verze Modèle 1964 s vylepšeným systémem řízení palby a kadencí zvýšenou z 60 na 78 ran za minutu. Výrazně zmodernizovaná verze Modèle 1968 byla odlehčená a měla modernizovaný digitální systém řízení palby. Do služby byla přijata roku 1968.
Roku 1977 byl zahájen vývoj odlehčené exportní verze Compact, která se měla stát konkurencí amerických 127mm, britských 114mm a italských 76mm kanónů. Vývoj byl dokončen roku 1983, kanón však měl problémy se spolehlivostí. Od roku 1990 byla představena dále vylepšená modifikace Compact Mk.2. Licenci na výrobu 100mm kanónů získala na přelomu 80. a 90. let Čínská lidová republika.
Roku 1993 se výrobcem kanónu stala zbrojovka GIAT. Roku 1996 byl zaveden Modèle 100 TR (technologie rénovée, jinak též Modèle 68-II). V konstrukci se mimo jiné uplatnily kompozity a opatření na redukci signatur.

## Varianty
- Modèle 53 – Zaveden 1959.
- Modèle 64 – Zaveden 1964.
- Modèle 68 – Zaveden 1968.
- Compact – Zaveden 1983.
- Modèle 100 TR (Modèle 68-II) – Modernizovaná stealth verze.

## Uživatel
- Belgie Belgické námořnictvo[2]
  - Fregaty třídy Wielingen
- Čína Námořnictvo Čínské lidové osvobozenecké armády[2]
  - Torpédoborce Torpédoborce typu 051G
  - Fregaty typu 053H1Q, typu 054
- Francie Francouzské námořnictvo[2]
  - Letadlové lodě třídy Clemenceau
  - Křížníky Colbert (C 611)[5], Jeanne d'Arc (R97)
  - Torpédoborce La Galissonnière (D 638)[3], třídy Suffren, Aconit (F65), třídy Tourville, třídy Georges Leygues, třídy Cassard
  - Fregaty třídy Commandant Rivière, třídy D'Estienne d'Orves, třídy Floréal, třídy La Fayette
- Malajsie Malajsijské královské námořnictvo[2]
  - Fregaty třídy Kasturi
  - Hlídkové lodě třídy Musytari
- Německo Německé námořnictvo[2]
  - Torpédoborce třídy Hamburg
  - Fregaty třídy Köln
  - Cvičná loď Deutschland (A59)[3]
- Portugalsko Portugalské námořnictvo[2]
  - Fregaty třídy João Belo, třídy Vasco da Gama
  - Korvety třídy Baptista de Andrade
- Saúdská Arábie Saúdské královské námořnictvo[2]
  - Fregaty třídy Al Madinah

## Galerie

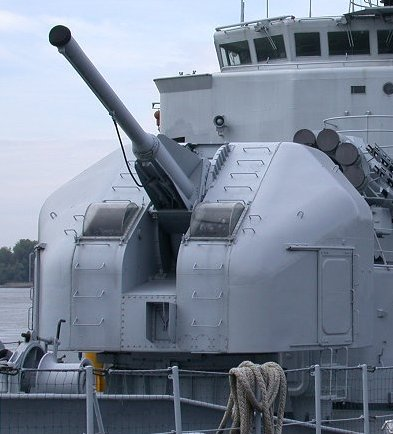
100mm kanón Modèle 53 torpédoborce Maillé-Brézé (D627)
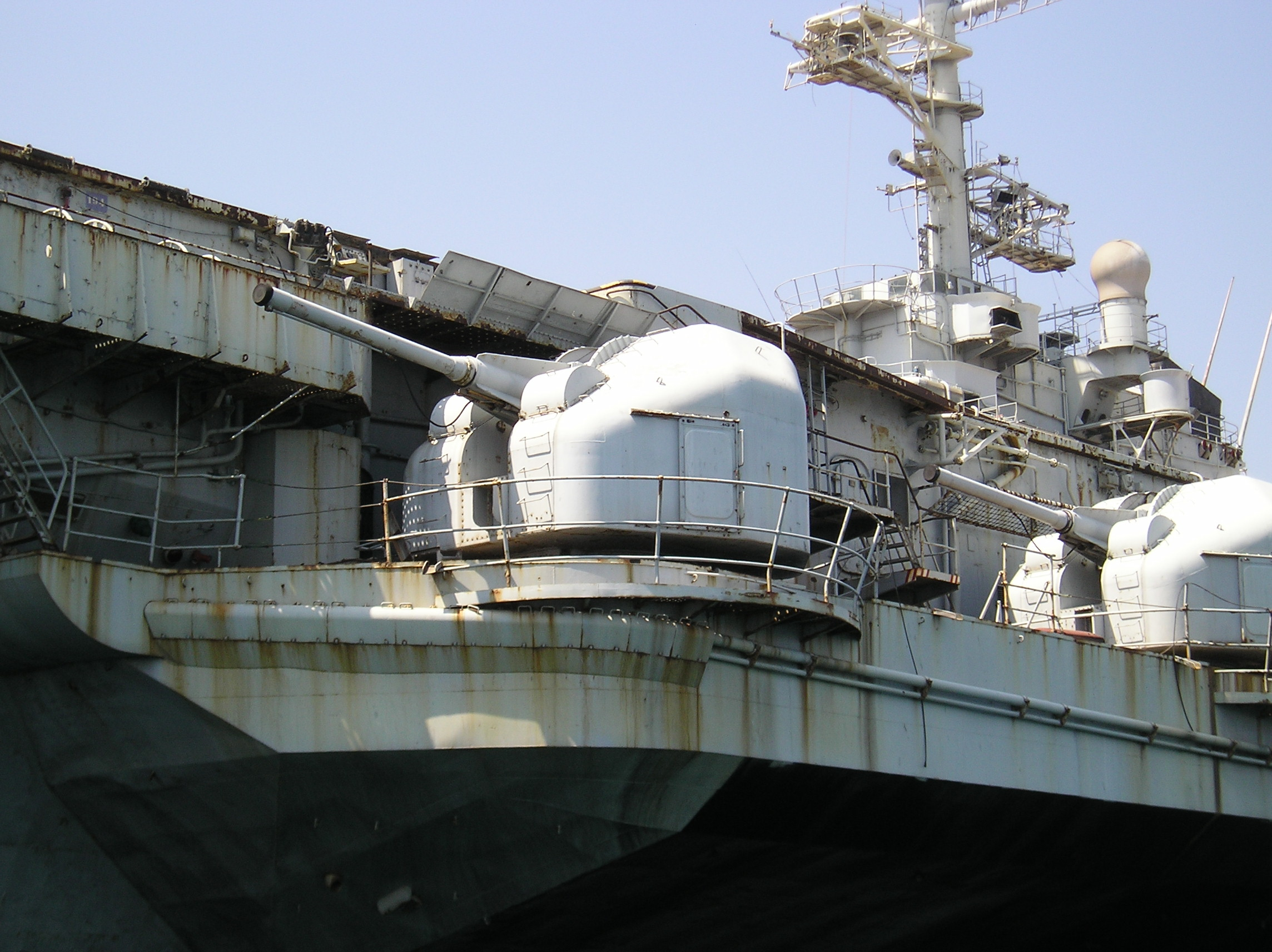
100mm kanón Modèle 64 letadlové lodě Clemenceau (R98)
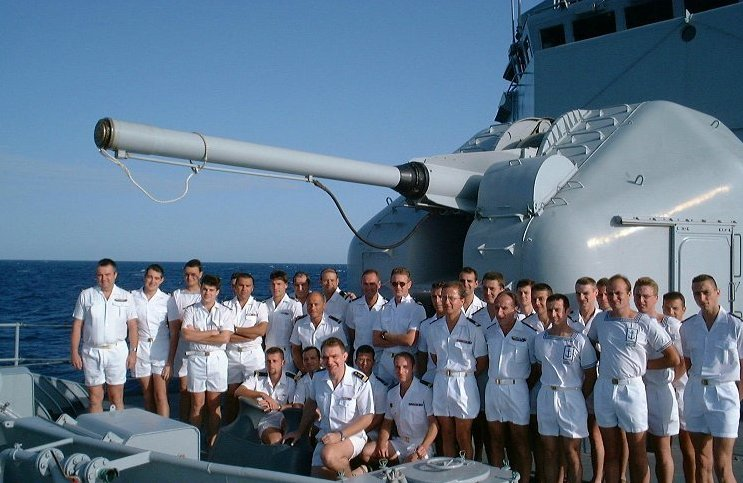
100mm kanón Modèle 68 torpédoborce La Motte-Picquet (D645)
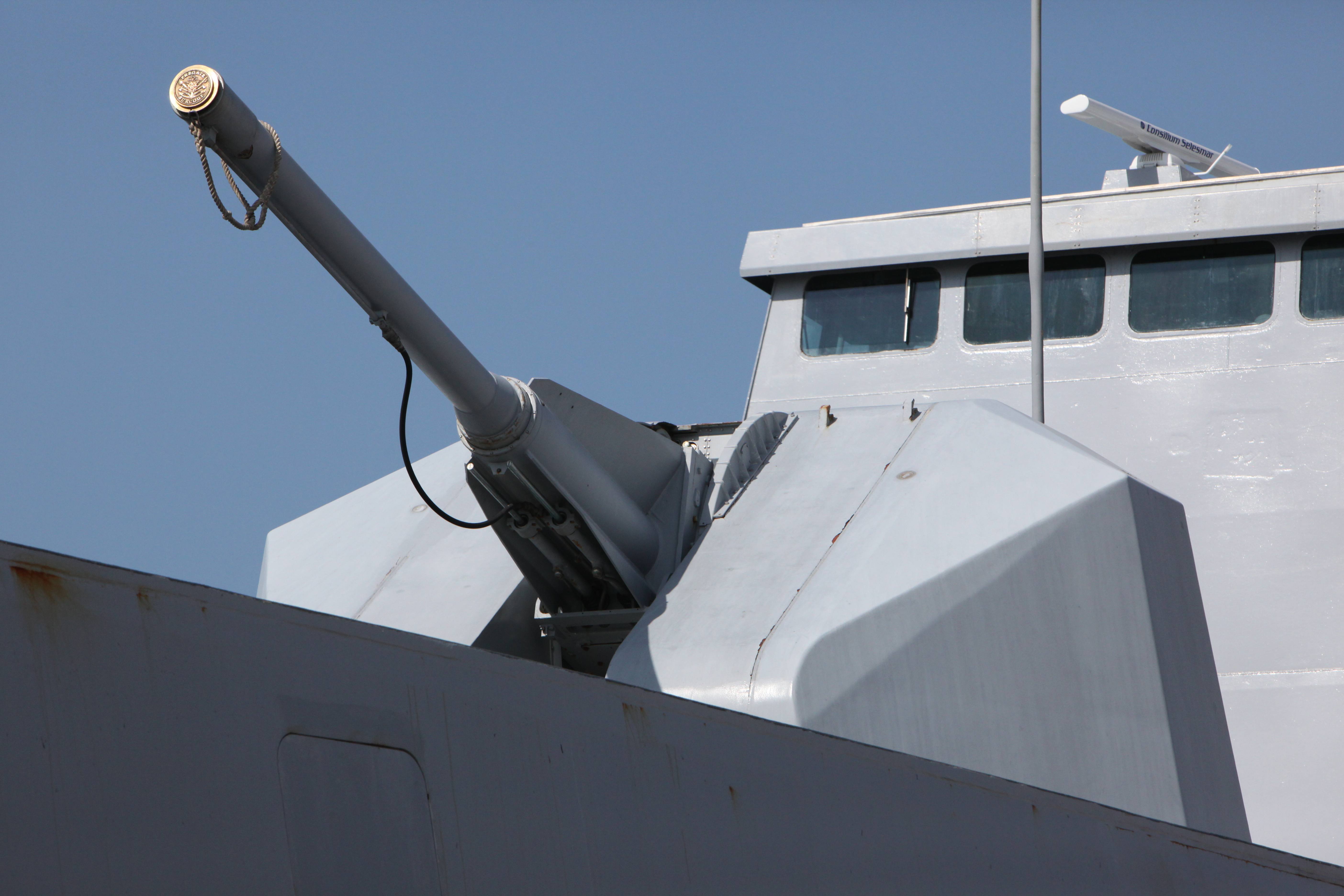
100mm kanón Modèle 100 TR fregaty třídy La Fayette instalovaný ve stealth věži
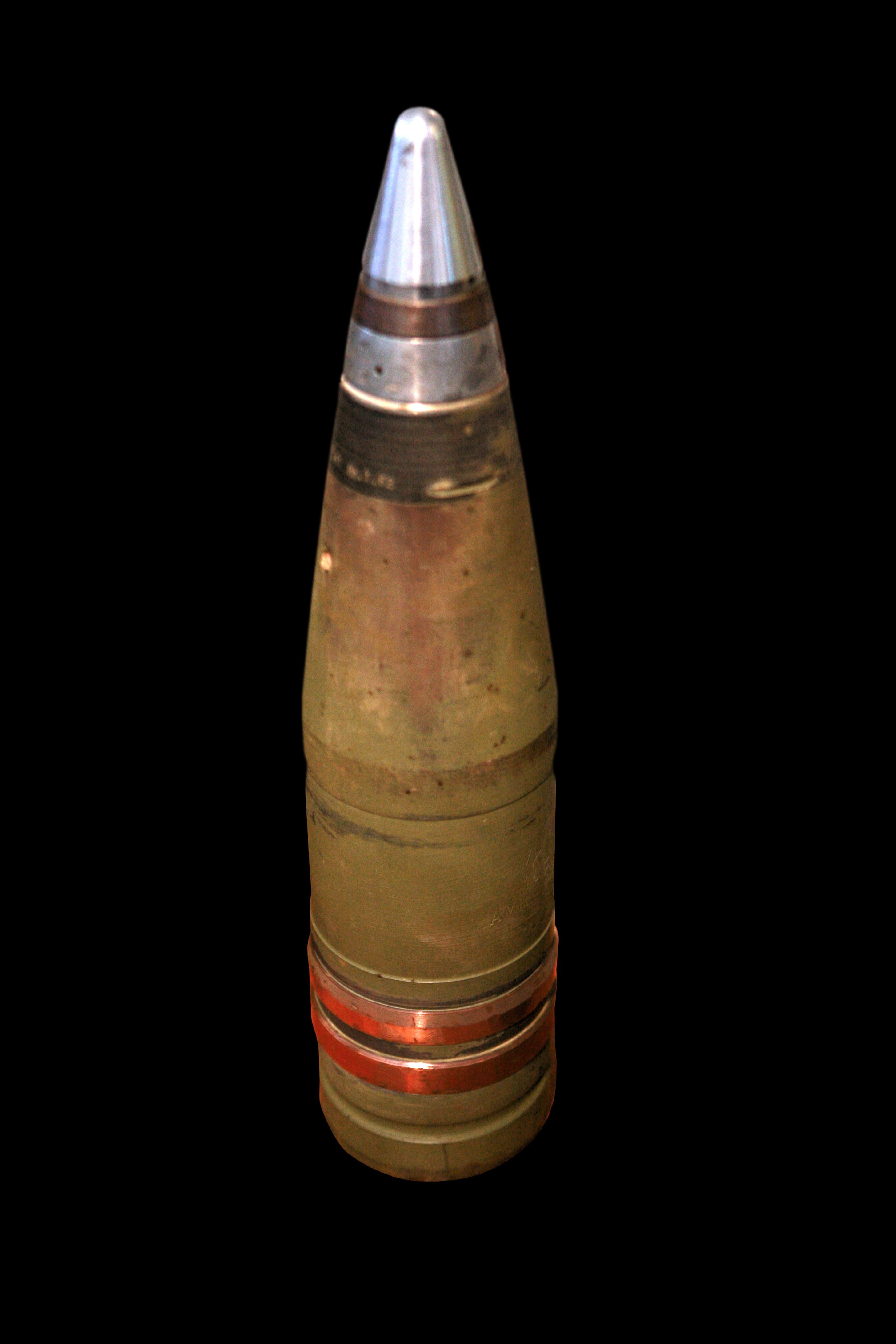
Náboj do 100mm kanónu